# Escape (MISIAの曲)
「Escape」（エスケープ）は、日本の歌手MISIAの6枚目のシングル。2000年7月7日発売。発売元はBMG JAPAN。

## 概要
- 前作「sweetness」以来約8か月を経てのリリースで、2000年第1弾シングル。
- 「Escape」のミュージック・ビデオ（「Escape original cinema」）を視聴できるCDエクストラ仕様。
- 2000年7月7日、MISIA・自身の誕生日に発売された。そのため、通例の水曜日ではなく金曜日発売。

## 収録曲
1. Escape [4:56]
作詞：MISIA、作曲：MISIA・SAKOSHIN、編曲：SAKOSHIN
2. Change for good [5:48]
作詞：MISIA、作曲・編曲：SAKOSHIN
3. Escape (Mega Raiders Remix) [6:03]
作詞：MISIA、作曲：MISIA・SAKOSHIN、編曲：SAKOSHIN

## タイアップ
| M-1 | Escape | ケンウッド「Avino」CMソング |